# Johannes Sarracenus
John Sarrazin, in latino Johannes Sarracenus, (... – XII secolo) è stato un filosofo e traduttore inglese. 
È conosciuto solo per la sua traduzione dal greco al latino degli scritti dello Pseudo-Dionigi.

## Biografia
John Sarrazin era probabilmente un amico di Giovanni di Salisbury. Scrisse un commento al De coelesti hierarchia dello pseudo-Dionigi intorno al 1140. Intorno al 1167, su sollecitazione di Giovanni di Salisbury, tradusse dal greco le opere di Dionigi. Fino a quel momento, i teologi occidentali di lingua latina avevano dovuto leggere Dionigi nella non sempre chiara traduzione di Giovanni Scoto Eriugena risalente al IX secolo. La versione di Sarrazin, detta nova translatio per distinguerla dalla vetus translatio eriugeniana, divenne in breve tempo la traduzione più diffusa delle opere di Dionigi e fu utilizzata da Alberto Magno, Tommaso d'Aquino e Dante. La traduzione di Sarrazin ebbe un'influenza significativa sulla successiva letteratura mistica europea. Venne superata solo nel tredicesimo secolo, con la traduzione di Dionigi fatta da Roberto Grossatesta (1239-1243) e la successiva versione quattrocentesca di Ambrogio Traversari.
Sarrazin dedicò due delle sue traduzioni all'abate del monastero di Saint-Denis, vicino a Parigi. Egli stesso racconta di avere fatto un viaggio in Grecia per scopi di studio e di essere stato un lettore entusiasta delle opere di Giovanni di Salisbury. Si ritiene che abbia vissuto per qualche tempo a Poitiers.

## Opere
- Philippe Chevallier, ed, Dionysiaca. Recueil donnant l’ensemble des traditions latines des ouvrages attribués au Denys de l’Aréopagite, 4 vols, (Bruges, Désclée de Brouwer et Cie, 1937/50) [facsimile reprint as (Stuttgart: Verlag Frommann-Holzboog, 1989)] [contains the translation of pseudo-Dionysius]